# Nowy Bytom
Nowy Bytom (do 1922 pol. Frydenshuta; śl.: Frydenshuta, Frynsztad, Fryncita, Fryna; niem. Friedenshütte) – dzielnica i centrum administracyjne miasta Ruda Śląska. W latach 1947–1958 odrębne miasto.
Na podstawie danych Górnośląsko-Zagłębiowskiej Metropolii z 2024 roku w dzielnicy mieszka 8848 osób.

## Historia
Tereny dzisiejszego Nowego Bytomia były na przełomie XVIII i XIX wieku porośnięte lasem, zwanym Czarnym Lasem (niem. Beuthener Schwarzwald).  Początkowo był to obszar dworski, odrębna jednostka administracyjna. 1 kwietnia 1890 wcielono ją do odległego miasta Bytomia, przez co Czarny Las stanowił jego eksklawę.
W XIX wieku na terenie Czarnego Lasu zaczęły powstawać huty i kopalnie a przy nich kolonie: Friedenshütte (Frydenshuta), Eintrachthütte (Zgoda) i Schwarzwald Czarny Las. Wszystkie kolonie w Czarnym Lesie (kompleksie leśnym) stanowiły do 1921 wydzieloną geograficznie część (eksklawę) miasta Bytomia (w latach 1891–1921 powiatu miejskiego Bytom). W 1922, po podziale Górnego Śląska, eksklawa Czarnego Lasu została przyłączona do Polski i przekształcona w samodzielną gminę, której nadano urzędową nazwę Nowy Bytom w miejsce tradycyjnej i urzędowej z okresu Plebiscytu nazwy Frydenshuta. W 1929 odłączono od niej kolonię Zgoda (na rzecz Świętochłowic). W 2006 z dzielnicy Nowy Bytom wyłączono kolonię Czarny Las wraz z częścią ulicy Czarnoleśnej, tworząc nową dzielnicę Rudy Śląskiej – Czarny Las.
Z dniem 1 stycznia 1940 Nowy Bytom formalnie uzyskał ustrój miejski na mocy ustawy Sejmu Śląskiego z 10 lipca 1939, ale z powodu wybuchu wojny nie wprowadzono tego w życie. Do wykonania ustawy, czyli utworzenia miasta doszło dopiero w lutym 1947, z mocą wsteczną od 1 stycznia 1947. 1 kwietnia 1951 Bykowinę włączono do Nowego Bytomia. W 1951 do Nowego Bytomia włączono miasto Wirek, a w 1954 Starą Kuźnię.
W 1959 Nowy Bytom został połączony z miastem Ruda, tworząc miasto o nazwie Ruda Śląska.
Przy nowobytomskim Rynku (obecnie pl. Jana Pawła II) znajduje się ratusz dawnej gminy i miasta Nowy Bytom, będący główną siedzibą władz miasta Ruda Śląska.
Kolonią Nowego Bytomia jest Kaufhaus – przyzakładowe osiedle patronackie Huty Pokój, z najstarszym górnośląskim domem towarowym.

## Kalendarium
Historia tej dzielnicy jest nierozerwalnie związana z rozwojem przemysłu na tym terenie.
- 1789 – otwarcie kopalni Louise
- 1805 – otwarcie kopalni Beelowssegen
- 1830 – otwarcie kopalń Ottilie i Lythandra
- 1836 – wybudowano hutę cynku Rosamunde
- 1840 – uruchomienie huty żelaza Friedenshütte (później Pokój). Huta żelaza została założona przez: Davida Loewnfelda, Moritza Friedländera i Simona Loewiego. Kolejnym właścicielem był hr. Andrzej Renard z Wielkich Strzelec.
- 1843 – otwarcie w gospodzie w okolicach huty Friedenshütte pierwszej szkoły
- 1846 – wybudowano hutę cynku Beuthener Hütte
- 1851 – otwarcie prywatnej szkoły w bytomskim Czarnym Lesie (Beuthener Schwarzwald)
- 1854 – otwarcie linii górnośląskiej kolei wąskotorowej na trasie Tarnowskie Góry – Karb – Frydenshuta (Nowy Bytom) – Nowa Wieś (Wirek Nowowiejski)
- 1855 – przejęcie huty Friedenshütte przez spółkę Minerva
- 1859 – otwarcie szkoły w budynku więzienia pomocniczego
- 1871 – przejęcie huty Friedenshütte przez rodzinę von Ballestrem i ich spółkę Oberbedarf
- 1873 – rozpoczęcie budowy kolejnej szkoły (zakończenie budowy 1874)

- 1880 – rozpoczęcie budowy nowego osiedla patronackiego (przyzakładowego) przy Friedenshütte nazwanego później Kaufhaus (od domu towarowego)
- 1883 – erygowano wspólną parafię dla Zgody i Frydenshuty
- 1884 – uruchomienie wodociągu

w latach 1884–1885 zbudowano kościół św. Józefa według projektu Paula Jackischa (zburzony 1931)
- 1897 – otwarcie poczty
- 1888 – otwarcie tzw. kasyna hutniczego, późniejszego domu kultury
- lata 90. XIX wieku – uruchomienie linii tramwajowej z Królewskiej Huty do Bytomia
- 1900 – oddanie do użytku kolejnej szkoły
- 1901 – oddanie do użytku szpitala hutniczego
- 1902 – likwidacja huty cynku Beuthener Hütte

oddano do użytku obecną szkołę nr 4
- 1904 – otwarcie domu handlowego huty Friedenshütte tzw. Kaufhaus
- 1905 – otwarcie remizy strażackiej

otwarcie kolejnej szkoły
- 1906 – uruchomienie kanalizacji (zakończenie prac 1907)

uruchomienie we Frydenshucie (przy ob. ul. Hallera) przystanku kolejowego Friedenshütte na linii normalnotorowej z Chebzia do Kochłowic
- 1907 – otwarcie pierwszej apteki

otwarcie kolejnej szkoły (zakończenie budowy 1908)
- 1908 – wybudowanie wieży ciśnień przy zbiegu obecnych ulic Niedurnego i Chorzowskiej
- 1910–1912 – budowa kolonii robotniczej dla pracowników huty żelaza „Friedenshütte” w rejonie dzisiejszej ul. Wojska Polskiego[9]
- 1911–1912 – w centrum Frydenshuty zbudowano drugi kościół pw. św. Pawła Apostoła według projektu Johennesa F. Klompa.
- 1912 – otwarcie progimnazjum Katholische Höhere Schule
- 1913 – otwarcie dworca kolejowego Friedenshütte
- 1920 – założenie Klubu Sportowego Siła (obecnie Pogoń)[10]
- 1922 – przyłączenie (w wyniku podziału poplebiscytowego) Frydenshuty do Polski
  - przemianowanie Frydenshuty na Nowy Bytom; nazwa nawiązywała do Bytomia, który pozostał po drugiej stronie granicy polsko-niemieckiej
  - huta Friedenshütte została przejęta przez spółkę Friedenshütte AG
- 1928–1929 – zbudowano ratusz gminny (obecna siedziba Urzędu Miasta Ruda Śląska); gmina też otrzymała nowy herb przedstawiający: pół orła górnośląskiego, św. Barbarę i koło zębate.
- 1929 – odłączenie na rzecz Świętochłowic kolonii Zgoda
- 1931 – likwidacja huty cynku Rosamunde

zburzono stary kościół św. Józefa z powodu szkód górniczych, do dziś istnieją fundamenty tego kościoła i plebania.
- 1933 – uruchomienie walcowni blachy na zimno w oparciu o wynalazek inż. Tadeusza Sendzimira. Był to pierwszy zakład, który dysponował taką technologią.
- 1938 – poświęcenie kościoła Ducha Św. w Czarnym Lesie.
- 1939 – na mocy ustawy Sejmu Śląskiego z dnia 10 lipca gmina Nowy Bytom miała otrzymać z dniem 1 stycznia 1940 status miasta, który z powodu okupacji niemieckiej wprowadzono w życie dopiero w 1947
- 1 września 1939 – niemiecki Freikorps zamordował w Nowym Bytomiu 18 Polaków
- do 1946 – siedziba wiejskiej gminy Nowy Bytom
- 1 stycznia 1947 – powołanie organów miasta (w myśl ustawy Sejmu Śląskiego z 10 lipca 1939)
- 1951 – przyłączenie miasta Wirek (wraz z Bielszowicami, Halembą, Kochłowicami i Bykowiną) oraz Starej Kuźni
  - założenie sekcji koszykówki w Klubie Sportowym Pogoń[10]
- 1959 – Nowy Bytom wraz z Rudą tworzą miasto Ruda Śląska
- lata 60. XX w. – wybuch w wieży ciśnień, zginęły 4 osoby
- 2006 – odłączenie od dzielnicy kolonii Czarny Las
- 2021 – na mocy uchwały Rady Miasta Miejskie Centrum Kultury w Nowym Bytomiu ma zostać zmienione w Śląski Teatr Impresaryjny im. Henryka Bisty[11]

## Znane osoby
W Nowym Bytomiu urodził się Lucjan Brychczy, piłkarz, trener, olimpijczyk.